# Liébert de Cambrai
Pour les articles homonymes, voir Saint Libert.
Saint Liébert (Lietbertus, Lietbert, Libert, Libérat) de Cambrai (ou de Brakel, ou de Lessines) (vers 1010 – 1076) fut évêque de Cambrai du 31 mars 1051 au 28 septembre 1076.

## Biographie
Liébert naquit dans une famille noble de Opbrakel, village de la municipalité actuelle de Brakel. Il fut archidiacre et prévôt de la cathédrale de Cambrai avant son élection comme évêque.
Il entreprit un pèlerinage à Jérusalem en 1054 mais ne put atteindre son but.
Voulant reconstituer dans sa ville les lieux saints, il fonda à Cambrai en 1064 l'abbaye bénédictine du Saint-Sépulcre qui deviendra la cathédrale Notre-Dame de Grâce de Cambrai.
Considéré comme saint, il est fêté le 23 juin.